# Firefly (gruppo musicale)
I Firefly sono un gruppo musicale italiano, fondato nel 1979 a Vicenza, composto inizialmente da Manuela Ometto (voce) e da Maurizio "Sangy" Sangineto (chitarra, basso e composizione).

## Storia
Manuela Ometto e da Maurizio Sangineto si conobbero all'interno di Vicenza RadioStar, nel 1976, una delle prime radio libere in Italia. A loro si unì presto il cantante Rolando "Jay Roland" Zaniolo. Questi tre giovani, appassionati di discomusic, decisero di formare un gruppo che proponesse quel tipo di musica, con testi che si rifacessero a valori quali amicizia, fraternità e amore. Per migliorare la qualità del suono decisero di chiamare il tastierista Toto Torquati di Roma.
Nel 1979 pubblicarono il primo singolo Do it Dancin', registrato allo Studio Radius di Milano e di proprietà di Alberto Radius. Nel 1980 esce il loro primo album Firefly, prodotto dallo stesso Maurizio Sangineto e da Maurizio Cavalieri su etichetta Mr Disc. Da questo album fu estratto il singolo Love and Friendship che li portò ai primi posti della classifica italiana della musica funky dance. Lo stesso brano, dopo essere stato remixato a New York e rilanciato con il titolo di Love Is Gonna Be On Your Side, nel 1981 arrivò al terzo posto delle classifiche ufficiali statunitensi, nella categoria Dance di Billboard.
Seguirono poi gli album My desire, nel 1981, Firefly 3, nel 1982, e Double Personality, nel 1984.
Dopo una lunga pausa, nel 1992 fu pubblicata la raccolta The Best of Firefly.
Nel 1994 uscì il singolo Whatcha Gonna Do e nel 1995 il singolo Falling In Love, entrambi sulla nuova etichetta Musix di Maurizio Sangineto.
Dopo un'ulteriore lunga pausa, nel 2019, e per celebrare i 40 anni di attività, il gruppo lanciò una nuova versione del primo successo Love Is Gonna Be On Your Side, fondendolo con un altro grande successo della dance italiana dell'epoca, The Glow of Love dei Change. Per rinfrescare il sound venne chiamato a collaborare il rapper di Miami Rampage Rome.
Nel 2021 il gruppo, formato ora da Maurizio Sangineto e Jay Roland, pubblica il nuovo singolo Fly Like a Firefly. Al brano viene abbinato anche un videoclip.

## Formazione

### Formazione originale (1979-2019)
- Manuela Ometto - voce
- Maurizio "Sangy" Sangineto - chitarra, basso
- Rolando "Jay Roland" Zaniolo - voce
- Toto Torquati - tastiere

### Formazione attuale (2021)
- Maurizio "Sangy" Sangineto - chitarra, basso
- Rolando "Jay Roland" Zaniolo - voce

## Discografia parziale

### Album in studio
- 1980 - Firefly
- 1981 - My Desire
- 1982 - Firefly 3
- 1984 - Double Personality

### Raccolte
- 1992 - Best of Firefly

### Singoli
- 1979 - Do It Dancin'
- 1980 - You Make Me Happy
- 1981 - Love Is Gonna Be on Your Side
- 1981 - Love and Friendship
- 1981 - Our Trade Is Life
- 1982 - Show Me Tonight
- 1982 - You Can Lead Me
- 1982 - Don't Stop
- 1982 - My Desire
- 1983 - Your Door?
- 1983 - Love Is Coming
- 1984 - Stay (No Time)
- 1994 - Watcha Gonna Do
- 1995 - Falling In Love